# Waving Through A Window
«Waving Through A Window» es una canción del musical "Dear Evan Hansen". Cantada por Ben Platt en la obra, la canción permaneció en la banda sonora hasta el 29 de abril de 2018, cuando Katy Perry, después de ver la obra, decidió proponerla de nuevo en una portada y lanzarla al mercado como un sencillo.
Katy Perry también escribió las razones que la llevaron a grabar la canción en una publicación en Instagram declarando:
"El 29 de abril de 2017, fui y vi a Dear Evan Hansen en Broadway, y me transformé emocionalmente para siempre. En mi propia vida, he luchado contra la depresión, y como muchos, siempre me siento sola en la batalla de querer pertenecer.
Esa noche, me sorprendió especialmente la canción "Waving Through A Window". Encarnaba el aislamiento mental que a veces luchaba. Entonces, cuando mis amigos Benj Pasek y Justin Paul vinieron a mí y me preguntaron si me gustaría volver a grabar esta canción, no solo para ayudar a lanzar la gira nacional, sino para continuar la conversación sobre salud mental y todas sus complejidades, salté a la derecha en.Espero que esta canción te ayude a saber que no estás solo y que te estoy saludando."